# Juan Carlos Ortega (humorista)
Juan Carlos Ortega Moreno (Barcelona, 18 de diciembre de 1968) se define a sí mismo como "persona que hace cosas en la radio, algunas de las cuales son comedia (pero no todas)". Con esta definición, el locutor, escritor y humorista español pretende no encasillar su trayectoria profesional demasiado a fin de poder seguir dando rienda suelta a su creatividad en los distintos formatos en los que participa sin que esta página de Wikipedia pueda quedarse obsoleta.
Juan Carlos Ortega es un enamorado de la radio que aspira a retirarse a una casa pequeña, con gran jardín y un lago propio, desde donde poder hacer podcast en alguna habitación pequeña que tenga un micrófono y pasar así los últimos años de su vida.
Sobre su vida personal Juan Carlos Ortega prefiere omitir datos suyos, tanto en su Wikipedia como en las de los invitados del Transmite la SER cuyas Wikipedias actualiza en directo a menudo, no obstante, admite que le gusta la tortilla de patata gorda, fría, sin importarle la cuestión de la cebolla o no, y que se declara fan de Raúl Cimas, Faemino y Cansado, Arturo González Campos, Ter y mucha gente más.
Actualmente vive en Barcelona y duerme con sus personajes, como Marco Antonio Aguirre, entre otros. Este y otros datos de esta página de Wikipedia, fueron actualizados y revisados por el propio Juan Carlos Ortega en una entrevista realizada por el programa de Radio La Penúltima Palabra el 29 de noviembre de 2024, cuya fecha de publicación es el 10 de diciembre de 2024. Según admitió el propio Ortega aquella fue "la mejor entrevista que me han hecho en mi vida".

## Trayectoria
Comenzó a trabajar en la radio en el programa La bisagra que conducía Javier Sardá en Radio Nacional de España. Cuando Sardá se traslada a la Cadena SER, mantiene las colaboraciones de Ortega en su espacio La ventana. También ha trabajado con Jesús Quintero en El lobo estepario y con Julia Otero en La radio de Julia de Onda Cero. En este programa se encargaba de elaborar, con carácter humorístico, la entradilla al "Gabinete", la sección de debate con la que se cerraba el programa de Julia Otero. Lo hizo durante la última temporada, antes de que fuera eliminado de la parrilla por los nuevos directivos de Onda Cero durante el mes de agosto, a escasas semanas de comenzar una nueva temporada.
Colaboró también durante varios años sobre el año 2000 en radio nacional desconexion en Cataluña con Jordi González en una sección que se llamaba "la seccion del Ortega" que trataba de temas variados, apareciendo en este muchos personajes entrañables, entre ellos una novia "doña Carmen Iniesta del Aguila" una joven de 116 años.
En televisión hizo sus primeras incursiones en el programa La escalera mecánica (2000), de TVE y posteriormente en Vitamina N (2002) de City TV la televisión local de Barcelona, ambos presentados por Jordi González.
Tras ese paréntesis vuelve a la radio, en esta ocasión con Gemma Nierga, también en La ventana de la Cadena SER. Paralelamente se convierte en colaborador asiduo del programa de TV Crónicas marcianas de Telecinco (2003-2005).
En octubre de 2005 es fichado por la cadena de TV Cuatro, y se integra en la plantilla del magacín Channel nº 4 de Ana García Siñeriz y Boris Izaguirre, encargándose de la parte humorística en el programa.
En febrero de 2007 presenta y dirige un late night llamado La noche americana y que cuenta con la colaboración de Olimpia Fernández, una septuagenaria ajena hasta el momento al mundo de la comunicación, que ejerce de copresentadora y reportera. El programa concluye a las seis semanas de comenzar su emisión.
En junio de 2008 crea conjuntamente con Empar Moliner y Álex Torio Herois quotidians, un programa de falsos reportajes en TV3. Además, en julio, empieza las colaboraciones en el programa de tarde Vacances pagades también de TV3.
La temporada 2008/09 se incorpora, como colaborador semanal, al programa El día de COM Ràdio, durante la última parte del programa que presenta el locutor Albert Vico.
Desde octubre de 2009 presenta el programa divulgativo La mitad invisible de La 2 de RTVE, como conductor del programa. En la Nochevieja de 2012 presentó las campanadas en esa misma cadena.Sobre sus campanadas, Ortega recuerda con cierta gracia que "no las vio nadie", salvo su ahora amigo José Luis Garci.
En la actualidad colabora en el programa de Radio Nacional de España No es un día cualquiera dirigido y presentado por Pepa Fernández, que se emite durante las mañanas de los fines de semana. Su sección "Cuentos para Ulises" se ha convertido en un referente del programa. En el mismo programa presenta la sección "Radio 6".
Asimismo, son habituales sus colaboraciones en el programa de Especialistas Secundarios de Radio Barcelona (Cadena SER), principalmente como voz en off de las cuñas promocionales del mismo y en alguna aparición ocasional en directo en el estudio. También ejerció como colaborador desde 2016 en el programa Late motiv de Andreu Buenafuente, en el canal 0# de Movistar con su sección, Late Radio, hasta la finalización del programa en 2021.
Tiene un espacio en la Cadena SER llamado Las noches de Ortega, desde el año 2013, que el propio locutor define como "la versión radiofónica de lo que es Ortega en realidad". Es, según aseguró al equipo de La Penúltima Palabra en 2024, lo que más le ha gustado de todo lo que ha hecho en su vida.
Además, desde 2021 es el presentador de Transmite la SER, formato de radio que se emite en la Cadena SER los domingos después de las 12:00 h del medio día y que en la actualidad presenta con Edgar Hita y Cristina García.
En 2016 se le concedió el Premio Ondas por su trayectoria profesional.
Como dato curioso, Juan Carlos estudió 1 año y medio de FP de relojería en el colegio Virgen de la Merced en Barcelona cuando tenía 16 años. En 2022 participó en el programa de humor de radio de la Cadena SER "Nadie sabe nada" (Episodio "El modelo a seguir", temporada 3) compartiendo esta información (aunque decía que no se acordaba de nada y que se fue porque no terminaba de entenderlo bien).
El 19 de febrero de 2023 durante la emisión de su programa en Cadena Ser no se presenta al mismo y sus colaboradores junto al entrevistado del día/presentador circunstancial de ese programa, Roberto Sánchez, organizan una búsqueda detectivesca de Juan Carlos Ortega reviviendo la última semana del mismo con sus amigos y compañeros de profesión. 
El 'Nuevo', el 'Piru' y el 'Rata' desconocen su paradero.
Desde el 2 de septiembre de 2024, es colaborador de El hormiguero.

## Estilo
Su trabajo es difícilmente clasificable, pues no obedece a esquemas convencionales, aunque todos sus formatos, programas y secciones se caracterizan por su extrema creatividad, siempre acompañada de humor y buen humor. Con un estilo claro sitúa al interlocutor en situaciones absurdas que revelan el aspecto enloquecido de la vida. Ayudándose de sus propias voces, entrevista, dialoga y reflexiona con seres aparentemente reales y sencillos. Sus fanes, que lo consideran un artista de culto, intercambian sus chistes radiofónicos con la ilusión del coleccionista, aunque el propio Ortega admite que no cree que nadie guarde sketches suyos en cintas de casete hoy en día.

## Libros
En el año 2004 publicó Buenos días Sócrates: reflexiones de un filósofo sin estudios, tratando de desmontar unos cuantos tópicos de nuestro tiempo. En Morirse es una mierda (2005), analiza, siguiendo su estilo, algunos de los consuelos que la humanidad ha inventado para eliminar el miedo a la muerte. Sin tratarse de un libro humorístico, su texto deja traslucir el mismo estilo que le ha hecho popular en radio y televisión. En 2015 publica el libro de divulgación científica El universo para Ulises. Otros de sus libros son Cómo superar las penas de amor con Newton (2015), Horror movies (2011) y Miguel Gila (2011).